# Église Saint-Aspren à Crociferi
L'église Saint-Aspren à Crociferi (en italien : chiesa di Sant'Aspreno ai Crociferi) est une église du centre historique de Naples donnant sur la place homonyme dans le Borgo dei Vergini. Elle est dédiée à saint Aspren, premier évêque de Naples, au IIe siècle.

## Histoire et description
Une première église est construite en 1633, mais elle est endommagée à cause des eaux pluviales qui forment des sillons, et elle est démolie pour construire une autre église en 1760, grâce à Luca Vecchione (it). Ferdinando Sanfelice avait proposé un plan en étoile, mais c'est le projet de Vecchione en plan à croix latine qui est finalement choisi.
L'église est à nef unique avec des chapelles latérales et une coupole puissante.
La façade est précédée d'un escalier baroque de piperno, l'église étant surélevée. La façade est ornée de lésènes composites raccordés par des volutes. Le portail secondaire est richement décoré dans le goût rococo.
L'intérieur présente une décoration délicatement baroque. La coupole est remarquable avec des ornementations géométriques.
L'église est fermée au culte et tombe dans un état grave d'abandon. L'escalier menant à l'église est le refuge de mendiants.

## Source
- (it) Cet article est partiellement ou en totalité issu de l’article de Wikipédia en italien intitulé « Chiesa di Sant'Aspreno ai Crociferi » (voir la liste des auteurs).

### Articles liés
- Liste des églises de Naples
- Église Sant'Aspreno al Porto, autre église de Naples dédiée à saint Aspren